# Marie-Agnès Annequin-Plantagenet
Marie-Agnès Annequin-Plantagenet (* 12. September 1960 in Chevillon als Marie-Agnès Annequin) ist eine ehemalige französische Fußballspielerin. Sie gewann in ihrer Karriere siebenmal den Landesmeistertitel.

## Vereinskarriere
Marie-Agnès Annequin begann als Jugendliche beim Sporting Club Marnaval, einem Stadtteilverein aus dem nahe bei ihrem Geburtsort gelegenen Saint-Dizier, mit dem Fußballspielen. Und obwohl dessen Frauenelf überregional nicht auf sich aufmerksam zu machen vermochte, wurde die Mittelfeldakteurin bereits wenige Tage nach ihrem 18. Geburtstag zur französischen Nationalspielerin (siehe unten). Im Sommer 1979 holte sie der seinerzeit den Frauenfußball in Frankreich dominierende Klub Stade Reims, und mit dessen Team gewann sie knapp ein Jahr darauf ihren ersten Landesmeistertitel.
Weshalb die Spielerin gleich nach diesem Erfolg Reims wieder verließ – und im folgenden Jahr offenbar auch für keinen anderen, größeren Verein spielte –, wird in der eingesehenen Literatur nicht angegeben. Ab der Saison 1981/82 allerdings trug sie den Dress der VGA Saint-Maur, dessen sportlicher Aufstieg zu diesem Zeitpunkt gerade erst begann. 1982 beziehungsweise 1984 waren mit Élisabeth Loisel und Nicole Abar zwei Spielerinnen nach Saint-Maur-des-Fossés gekommen, mit denen Annequin 1980 den Meisterpokal nach Reims geholt hatte. Von 1983 bis 1991 standen Marie-Agnès Annequin, die im Lauf dieser Jahre zunehmend als Abwehrspielerin eingesetzt wurde, und die VGA mit Ausnahme einer einzigen Saison – das war 1988/89 – Jahr für Jahr im französischen Meisterschaftsendspiel, und sechs davon beendeten sie siegreich. In dieser erfolgreichen Zeit hatte der Verein nur zwei Trainer, beides waren Frauen und ehedem Nationalspielerinnen: Dominique Tedeschi, die erste Frau in Frankreich mit einer entsprechenden Übungsleiterlizenz, und für zwei Saisons Élisabeth Loisel.
Es ist nicht sicher, ob die inzwischen verheiratete Marie-Agnès Annequin-Plantagenet – nur gelegentlich findet sich die Schreibweise Plantagenêt – tatsächlich bereits 1991, wie auf der Webseite des französischen Fußballverbands FFF angegeben (siehe unten unter Weblinks), ihre Vereinskarriere beendet hat. Immerhin hatte sie im 1991er Meisterschaftsendspiel sogar noch Saint-Maurs Ausgleichstreffer erzielt, und trotz all ihrer Erfolge könnte die für 1992 angekündigte Einführung einer landesweiten ersten Frauenliga die sportliche, erst 30 Jahre alte Abwehrspielerin gereizt haben, ihre Aktivitäten fortzusetzen. Zumindest blieb sie der VGA Saint-Maur weit über diesen Zeitpunkt hinaus verbunden, denn in der Saison 2008/09 hat sie – als 48-Jährige – für ihren Verein noch vier Zweitliga- und zwei Pokalspiele bestritten. Zwar handelte es sich dabei überwiegend um Kurzeinsätze, aber in einer der Begegnungen, dem Punktspiel gegen AC Évreux, stand sie für die vollen 90 Minuten auf dem Platz. Sant-Maurs Abstieg in die dritte Division am Saisonende konnte sie allerdings auch nicht verhindern.

### Stationen
- Sporting Club Marnaval (bis 1979)
- Stade Reims (1979/80)
- La Vie au Grand Air Saint-Maur (1981–mindestens 1991, jedenfalls erneut 2008/09)

## In der Nationalelf
Das erste ihrer insgesamt 25 A-Länderspiele für Frankreich absolvierte Marie-Agnès Annequin im September 1978 gegen Irland. Im Februar 1979 erzielte sie beim 6:0-Sieg über die Waliserinnen ihre einzigen Treffer im blauen Nationaltrikot – dafür aber gleich drei davon. Auch in den folgenden Begegnungen gehörte sie zur Stammelf; ab dem Sommer 1980 folgte, wie im Verein, auch international eine Pause, die bei den Bleues bis zum Herbst 1982 dauerte. In den anschließenden viereinhalb Jahren setzte Nationaltrainer Francis Coché sie regelmäßig in der französischen Abwehrformation ein, zuletzt im Mai 1987 beim ersten Aufeinandertreffen der französischen und der westdeutschen Frauen (0:2-Niederlage in Dillingen). Cochés Nachfolger Aimé Mignot berücksichtigte die im Verein weiterhin höchst erfolgreiche Spielerin danach allerdings nicht mehr.
Gegen Frauschaften aus dem deutschsprachigen Raum hat Marie-Agnès Annequin-Plantagenet ansonsten lediglich noch gegen die Schweiz gespielt: 1983 zwei jeweils unentschieden ausgegangene Partien in der Qualifikation für die Frauen-Europameisterschaft sowie bei einem freundschaftlichen 3:1-Sieg 1987.

## Palmarès
- Französische Meisterin: 1980 (mit Reims) sowie mit Saint-Maur 1983, 1985, 1986, 1987, 1988, 1990 (und Vizemeisterin 1984, 1991)
- 25 A-Länderspiele, drei Tore